# Скупе (Мінський повіт)
Скупе (пол. Skupie) — село в Польщі, у гміні Цеґлув Мінського повіту Мазовецького воєводства.
Населення — 134 особи (2011).
У 1975-1998 роках село належало до Седлецького воєводства.

## Демографія
Демографічна структура станом на 31 березня 2011 року:
|          | Загалом | Допрацездатний вік | Працездатний вік | Постпрацездатний вік |
| -------- | ------- | ------------------ | ---------------- | -------------------- |
| Чоловіки | 66      | 5                  | 44               | 17                   |
| Жінки    | 68      | 10                 | 28               | 30                   |
| Разом    | 134     | 15                 | 72               | 47                   |